# NGC 7486
NGC 7486 este o galaxie situată în constelația Pegas. A fost descoperită în 3 decembrie 1877 de către .